# 20 Batalion Piechoty
20 Batalion Piechoty (20 bp) – pododdział piechoty Polskich Sił Zbrojnych na Zachodzie.

## Formowanie i zmiany organizacyjne
Realizacja dalszych planów "Rozbudowy Sił Zbrojnych" i masowy napływ ochotników, byłych jeńców z terenu Austrii i Niemiec powodował rozrost jednostek 7 Dywizji Piechoty. W myśl rozkazu dowódcy 2 KP z każdego batalionu 17 Brygady Piechoty (21, 22, 23) wydzielono po jednej kompanii strzeleckiej i na ich bazie w dniu 21 czerwca 1945 roku powstał 20 batalion piechoty. Batalion ten osiągnął pełny stan etatowy, składał się z dowództwa, kompanii dowodzenia, 4 kompanii strzeleckich, stacjonował w San Domenico. Z uwagi na zarządzony przez władze brytyjskie zakaz rozbudowy 2 Korpusu Polskiego, w dniu 16 września 1945 roku batalion został rozformowany.

## Żołnierze batalionu
Dowódca batalionu
- mjr Stanisław Kwasnowski (21 VI – 16 IX 1945)[1].